# آل الصاد (لودر)

تعديل مصدري - تعديل

آل الصاد هي إحدى قرى عزلة زارة بمديرية لودر التابعة لمحافظة أبين، بلغ تعداد سكانها 53 نسمة حسب تعداد اليمن لعام 2004.